# 劉璝
劉璝（？—？），东汉末期武将，劉璋属下。
汉献帝建安十八年（213年），刘璋和刘备关系恶化，刘备开始举兵攻打益州。刘璝和邓贤、冷苞、张任一起镇守涪城迎击刘备大军，战败后，后退到绵竹。劉璋派儿子劉循主持守卫雒城，一年後雒城陷落。
小説《三国演义》描写劉璝劝说劉璋要防备劉備。刘备攻打益州，刘璋属下刘璝、张任、冷苞、邓贤率兵五万向雒城迎敌，途中去锦屏山向询问紫虚上人未来之事。後坚守雒城時，被部下張翼殺害。